# Gehyra angusticaudata
Espèce
Synonymes
- Peropus angusticaudatus Taylor 1963

Gehyra angusticaudata est une espèce de geckos de la famille des Gekkonidae.

## Répartition
Cette espèce est endémique de Thaïlande.

## Publication originale
- Taylor, 1963 : The lizards of Thailand. The University of Kansas Science Bulletin, vol. 44, n. 14, p. 687-1077 (texte intégral).